# شنایا ناکانو
شنایا ناکانو (ژاپنی: 中野 伸哉؛ زادهٔ ۱۷ اوت ۲۰۰۳) یک بازیکن فوتبال اهل ژاپن است.
از باشگاه‌هایی که در آن بازی کرده‌است می‌توان به باشگاه فوتبال ساگان توسو اشاره کرد.